# Manriki gusari

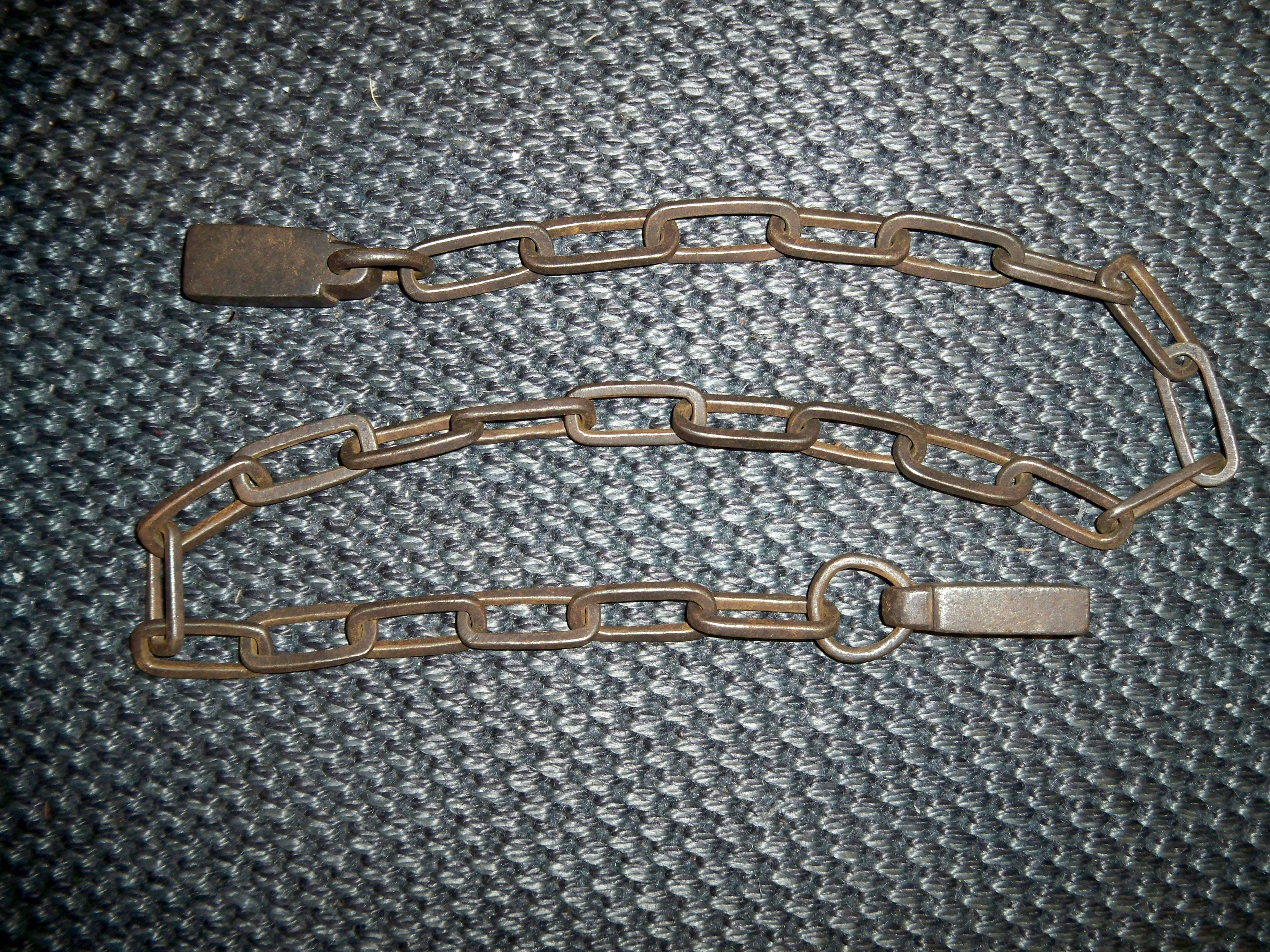
Exemple de manriki gusari.

Le manriki gusari (万力鎖) est une arme de neutralisation (mais pouvant tout de même être létale si le besoin s'en fait sentir) du Japon féodal, composée d'une chaîne, dont les deux extrémités sont attachées à des boules, boulets, ou fléaux de bois, de métal, à pointes, sans pointes, ou des lames (très rarement, car la lame est source d'insécurité lors d'un port dissimulé).
Cette arme était très appréciée des ninjas (comme toutes les armes « à chaînes ») et il existe, selon les dires des maîtres de ninjutsu, deux cents façons conventionnelles de l'utiliser, et une infinité de manières « non conventionnelles » de s'en servir.
Le manriki gusari est, de surcroît, facile à se procurer, à fabriquer, à trouver : une chaîne (qui peut faire entre quelques dizaines de centimètres et plusieurs mètres), deux "poids" aux extrémités généralement en métal. Cette arme est souvent petite et facilement dissimulable et est très efficace pour neutraliser ou tuer. 
En Ninjutsu, l'arme peut généralement tenir dans vos 2 mains jointes et ainsi être dissimulée. Une des façons de l'utiliser consiste à lancer un des poids vers l'adversaire en retenant l'autre poids dans sa main ce qui peut surprendre et sonner l'adversaire. L'arme est ensuite utilisée pour tout un ensemble de clefs (bras/poignets, etc.) et pour faire suffoquer un adversaire.
Le manriki gusari, comme toutes les armes « à chaînes », était particulièrement redouté par les hommes combattant avec des armes « rigides » telles les sabres, bâtons, couteaux, etc.